# Dissappearing Worlds
|  | Denne artikel er oprettet af botten Steenthbot ud fra en ekstern database. Den kan derfor have sproglige fejl eller mangler. Denne skabelon kan fjernes efter kontrol af indholdet. |

Dissappearing Worlds er en dansk dokumentarfilm fra 1986 instrueret af Jens Bjerre.

## Handling
Jens Bjerre rejser tilbage til Australien og møder aboriganerne i dag.